# Röd badis
Röd badis (Badis ruber) är en fiskart som beskrevs av Schreitmüller 1923. Röd badis ingår i släktet Badis och familjen Badidae. IUCN kategoriserar arten globalt som livskraftig. Inga underarter finns listade i Catalogue of Life.